# Lomatia rogenhoferi
Lomatia rogenhoferi är en tvåvingeart som beskrevs av Maksymilian Nowicki 1868. Lomatia rogenhoferi ingår i släktet Lomatia och familjen svävflugor. Inga underarter finns listade i Catalogue of Life.